# Canton du Pays de Serres Sud-Quercy
Le canton du Pays de Serres Sud-Quercy est une circonscription électorale française du département de Tarn-et-Garonne et de la région Occitanie.

## Histoire
Un nouveau découpage territorial de Tarn-et-Garonne entre en vigueur à l'occasion des premières élections départementales suivant le décret du 27 février 2014. Les conseillers départementaux sont, à compter de ces élections, élus au scrutin majoritaire binominal mixte. Les électeurs de chaque canton élisent au Conseil départemental, nouvelle appellation du Conseil général, deux membres de sexe différent, qui se présentent en binôme de candidats. Les conseillers départementaux sont élus pour 6 ans au scrutin binominal majoritaire à deux tours, l'accès au second tour nécessitant 12,5 % des inscrits au 1er tour. En outre la totalité des conseillers départementaux est renouvelée. Ce nouveau mode de scrutin nécessite un redécoupage des cantons dont le nombre est divisé par deux avec arrondi à l'unité impaire supérieure si ce nombre n'est pas entier impair, assorti de conditions de seuils minimaux. En Tarn-et-Garonne, le nombre de cantons passe ainsi de 30 à 15.
Le canton du Pays de Serres Sud-Quercy est formé de communes des anciens cantons de Montaigu-de-Quercy (6 communes), de Lauzerte (10 communes), de Bourg-de-Visa (4 communes), de Molières (3 communes) et de Lafrançaise (1 commune). Avec ce redécoupage administratif, le territoire du canton s'affranchit des limites d'arrondissements, avec 20 communes incluses dans l'arrondissement de Castelsarrasin et 4 dans l'arrondissement de Montauban. Le bureau centralisateur est situé à Lafrançaise.

## Représentation
| Période élective | Période élective | Mandat | Mandat   | Identité         | Nuance | Nuance | Qualité                                                                                            |
| ---------------- | ---------------- | ------ | -------- | ---------------- | ------ | ------ | -------------------------------------------------------------------------------------------------- |
| 2015             | 2021             | 2015   | 2021     | Mathieu Albugues |        | LR     | Agriculteur, Montaigu-de-Quercy                                                                    |
| 2015             | 2021             | 2015   | 2021     | Colette Jalaise  |        | DVD    | Formatrice en droit Adjointe au Maire de Lafrançaise 7ème Vice-Présidente du Conseil départemental |
| 2021             | 2028             | 2021   | en cours | Mathieu Albugues |        | LR     | Conseiller sortant                                                                                 |
| 2021             | 2028             | 2021   | en cours | Sophie Delbreil  |        | LR     | Directrice d'entreprise BTP, Lafrançaise                                                           |

### Résultats détaillés

#### Élections de mars 2015
À l'issue du 1er tour des élections départementales de 2015, deux binômes sont en ballottage : Josette Lahaye et Romain Lopez (FN, 22,21 %) et Mathieu Albugues et Colette Jalaise (Union de la Droite, 21,75 %). Le taux de participation est de 62,77 % (6 200 votants sur 9 878 inscrits) contre 58,89 % au niveau départemental et 50,17 % au niveau national.
Au second tour, Mathieu Albugues et Colette Jalaise (Union de la Droite) sont élus avec 68,47 % des suffrages exprimés et un taux de participation de 61,96 % (3 610 voix pour 6 120 votants et 9 878 inscrits).

#### Élections de juin 2021
Le premier tour des élections départementales de 2021 est marqué par un très faible taux de participation (33,26 % au niveau national). Dans le canton du Pays de Serres Sud-Quercy, ce taux de participation est de 49,82 % (4 863 votants sur 9 761 inscrits) contre 40,22 % au niveau départemental. À l'issue de ce premier tour, deux binômes sont en ballottage : Mathieu Albugues et Sophie Delbreil (LR, 45,58 %) et Pascal Aurientis et Colette Jalaise (DVD, 20,39 %).
Le second tour des élections est marqué une nouvelle fois par une abstention massive équivalente au premier tour. Les taux de participation sont de 34,36 % au niveau national, 41,75 % dans le département et 49 % dans le canton du Pays de Serres Sud-Quercy. Mathieu Albugues et Sophie Delbreil (LR) sont élus avec 69,26 % des suffrages exprimés (2 947 voix pour 4 783 votants et 9 761 inscrits),,.

## Composition
Le canton du Pays de Serres Sud-Quercy comprend vingt-quatre communes entières.
| Nom                                 | Code Insee | Intercommunalité               | Superficie (km2) | Population (dernière pop. légale) | Densité (hab./km2) | Modifier                                    |
| ----------------------------------- | ---------- | ------------------------------ | ---------------- | --------------------------------- | ------------------ | ------------------------------------------- |
| Lafrançaise (bureau centralisateur) | 82087      | CC du Pays de Lafrançaise      | 50,82            | 2 839 (2022)                      | 56                 | modifier les données · modifier les données |
| Belvèze                             | 82016      | CC du Pays de Serres en Quercy | 13,88            | 221 (2022)                        | 16                 | modifier les données · modifier les données |
| Bouloc-en-Quercy                    | 82021      | CC du Pays de Serres en Quercy | 14,81            | 189 (2022)                        | 13                 | modifier les données · modifier les données |
| Cazes-Mondenard                     | 82042      | CC du Pays de Serres en Quercy | 58,23            | 1 226 (2022)                      | 21                 | modifier les données · modifier les données |
| Durfort-Lacapelette                 | 82051      | CC Terres des Confluences      | 35,83            | 842 (2022)                        | 23                 | modifier les données · modifier les données |
| Fauroux                             | 82060      | CC du Pays de Serres en Quercy | 13,12            | 182 (2022)                        | 14                 | modifier les données · modifier les données |
| Labarthe                            | 82077      | CC du Pays de Lafrançaise      | 23,24            | 390 (2022)                        | 17                 | modifier les données · modifier les données |
| Lacour                              | 82084      | CC du Pays de Serres en Quercy | 14,33            | 171 (2022)                        | 12                 | modifier les données · modifier les données |
| Lauzerte                            | 82094      | CC du Pays de Serres en Quercy | 44,56            | 1 447 (2022)                      | 32                 | modifier les données · modifier les données |
| Miramont-de-Quercy                  | 82111      | CC du Pays de Serres en Quercy | 14,90            | 307 (2022)                        | 21                 | modifier les données · modifier les données |
| Montagudet                          | 82116      | CC du Pays de Serres en Quercy | 12,18            | 197 (2022)                        | 16                 | modifier les données · modifier les données |
| Montaigu-de-Quercy                  | 82117      | CC du Pays de Serres en Quercy | 76,44            | 1 295 (2022)                      | 17                 | modifier les données · modifier les données |
| Montbarla                           | 82122      | CC du Pays de Serres en Quercy | 7,38             | 160 (2022)                        | 22                 | modifier les données · modifier les données |
| Puycornet                           | 82144      | CC du Pays de Lafrançaise      | 27,46            | 772 (2022)                        | 28                 | modifier les données · modifier les données |
| Roquecor                            | 82151      | CC du Pays de Serres en Quercy | 20,55            | 401 (2022)                        | 20                 | modifier les données · modifier les données |
| Saint-Amans-de-Pellagal             | 82154      | CC du Pays de Serres en Quercy | 14,51            | 214 (2022)                        | 15                 | modifier les données · modifier les données |
| Saint-Amans-du-Pech                 | 82153      | CC du Pays de Serres en Quercy | 6,76             | 232 (2022)                        | 34                 | modifier les données · modifier les données |
| Saint-Beauzeil                      | 82157      | CC du Pays de Serres en Quercy | 9,84             | 113 (2022)                        | 11                 | modifier les données · modifier les données |
| Sainte-Juliette                     | 82164      | CC du Pays de Serres en Quercy | 7,30             | 126 (2022)                        | 17                 | modifier les données · modifier les données |
| Sauveterre                          | 82177      | CC du Pays de Serres en Quercy | 17,40            | 152 (2022)                        | 8,7                | modifier les données · modifier les données |
| Touffailles                         | 82182      | CC du Pays de Serres en Quercy | 24,34            | 336 (2022)                        | 14                 | modifier les données · modifier les données |
| Tréjouls                            | 82183      | CC du Pays de Serres en Quercy | 13,86            | 221 (2022)                        | 16                 | modifier les données · modifier les données |
| Valeilles                           | 82185      | CC du Pays de Serres en Quercy | 13,75            | 244 (2022)                        | 18                 | modifier les données · modifier les données |
| Vazerac                             | 82189      | CC du Pays de Lafrançaise      | 32,68            | 767 (2022)                        | 23                 | modifier les données · modifier les données |
| Canton du Pays de Serres Sud-Quercy | 8210       |                                | 568,17           | 13 044 (2022)                     | 23                 | modifier les données                        |

## Démographie
En 2022, le canton comptait 13 044 habitants, en évolution de −0,6 % par rapport à 2016 (Tarn-et-Garonne : +3,12 %, France hors Mayotte : +2,11 %).
| 2013   | 2018   | 2022   |
| ------ | ------ | ------ |
| 13 291 | 13 020 | 13 044 |